# Samtgemeinde Lathen
La comunità amministrativa di Lathen (Samtgemeinde Lathen) si trova nel circondario dell'Emsland nella Bassa Sassonia, in Germania.

## Suddivisione
Comprende 6 comuni:
1. Fresenburg
2. Lathen
3. Niederlangen
4. Oberlangen
5. Renkenberge
6. Sustrum

Il capoluogo è Lathen.